# Limnophila luteicauda
Limnophila luteicauda är en tvåvingeart som beskrevs av Alexander 1924. Limnophila luteicauda ingår i släktet Limnophila och familjen småharkrankar. Inga underarter finns listade i Catalogue of Life.